# Roderich Barth
Roderich Andres Barth (* 1966 in Göttingen) ist ein deutscher evangelischer Theologe.

## Leben
Von 1985 bis 1993 studierte Barth evangelische Theologie und Philosophie in Mainz, Frankfurt am Main und Berlin. 1995 legte er das erste theologische Examen der EKHN ab. Barth war von 1996 bis 1999 Promotionsstipendiat des Evangelischen Studienwerks Villigst und wurde mit der Arbeit Absolute Wahrheit und endliches Wahrheitsbewußtsein. Das Verhältnis von logischem und theologischen Wahrheitsbegriff – Thomas von Aquin, Kant, Fichte und Frege promoviert. Von 1999 bis 2001 war er wissenschaftlicher Mitarbeiter am Lehrstuhl für Systematische Theologie und Ethik an der Universität München. Nach der Promotion 2002 im Fach Systematische Theologie an der Theologischen Fakultät der Universität Halle-Wittenberg war Barth von 2002 bis 2008 wissenschaftlicher Assistent am Lehrstuhl für Systematische Theologie (Religionsphilosophie und Dogmatik) in Halle. Nach der Habilitation 2008 im Fach Systematische Theologie an der Martin-Luther-Universität Halle-Wittenberg lehrte er 2009 als Gastprofessor für Systematische Theologie am Fachbereich Evangelische Theologie der Universität Hamburg. Von 2009 bis 2011 hatte er die Vertretungsprofessur für Systematische Theologie und Ethik in München inne. 2012 erhielt Barth den Ruf auf die W3-Professur für Systematische Theologie an der Universität Duisburg-Essen und vertrat diese im Wintersemester 2012/2013. Von 2013 bis 2017 lehrte Barth als Professor für Systematische Theologie und Ethik an der Justus-Liebig-Universität Gießen. Seit 2017 ist er Professor für Systematische Theologie unter besonderer Berücksichtigung der Dogmatik an der Theologischen Fakultät der Universität Leipzig.
Seine Forschungsschwerpunkte sind Emotionsforschung / Religionspsychologie, Theorie der Religion, religiöser Pluralismus, theologische Anthropologie, Leben und Werk Rudolf Ottos, neuere Theologiegeschichte, insbesondere liberale Theologie, Theologie und Philosophie der Aufklärung und Grundlagen der Ethik.

## Werke (Auswahl)
- Absolute Wahrheit und endliches Wahrheitsbewußtsein. Das Verhältnis von logischem und theologischen Wahrheitsbegriff – Thomas von Aquin, Kant, Fichte und Frege (= Religion in Philosophy and Theology. Band 13). Tübingen 2004, ISBN 3-16-148180-1 (zugleich Dissertation, Halle 2002).
- Seele nach der Aufklärung. Studien zu Herder und Harnack (= Beiträge zur historischen Theologie. Band 30). Tübingen 2019, ISBN 978-3-16-150098-5 (zugleich Habilitationsschrift, Halle 2008).